# Lorenzo María Guerrero

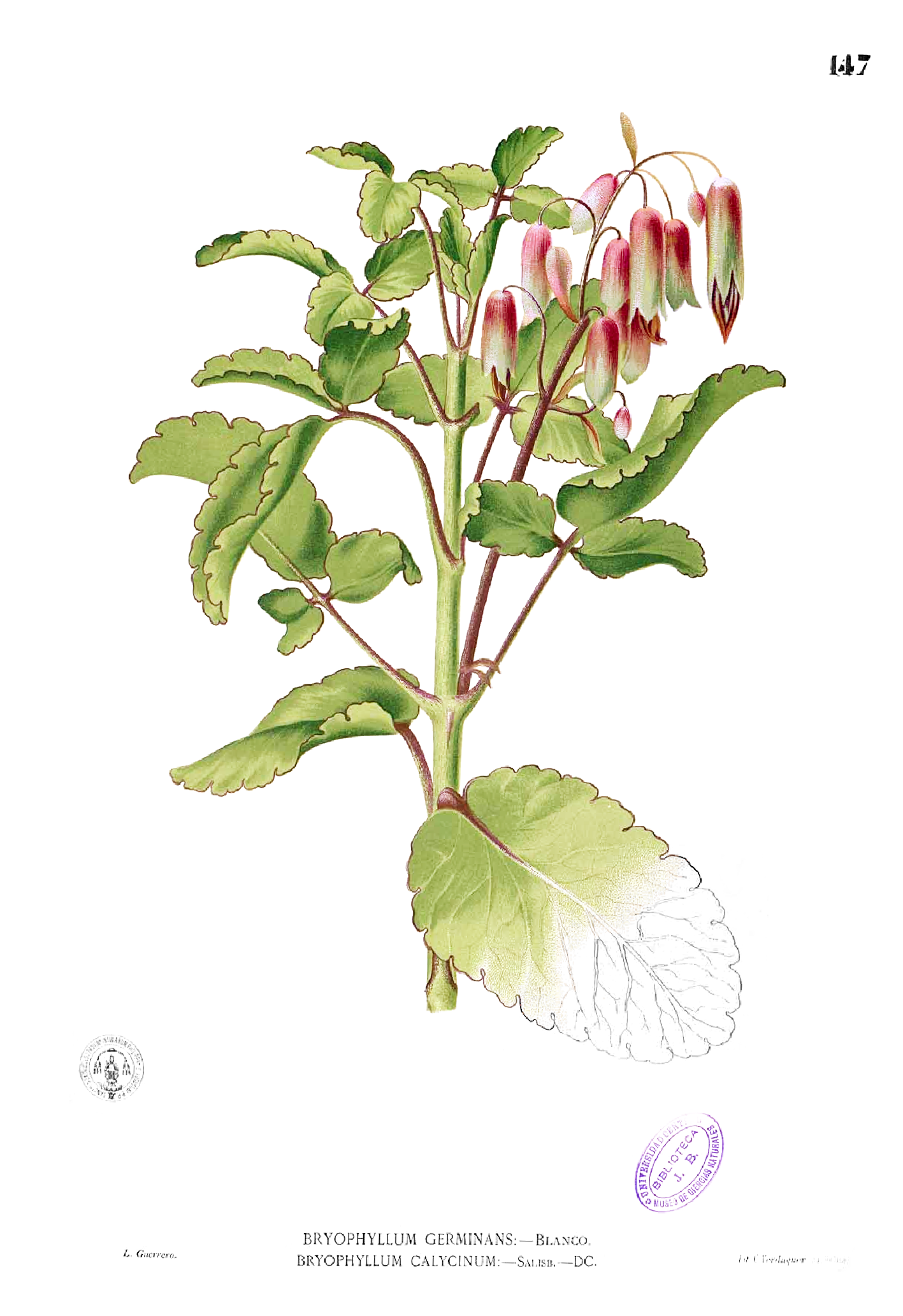
Een van de illustraties van Guerrero in Flora de Filipinas

Lorenzo Guerrero (Manilla, 4 november 1835 - aldaar, 8 april 1904) was een Filipijns kunstschilder en -docent

## Biografie
Lorenzo Maria Guerrero werd geboren op 4 november 1835 in Ermita in de Filipijnse hoofdstad Manilla. Hij was het tweede van veertien kinderen van Leon Jorge Guerrero en Clara Leogardo en is een oudere broer van botanicus León María Guerrero. Hij studeerde latijn aan het Colegio de San José en kreeg les van diverse Spaanse kunstschilders, waaronder Agustin Saez.
Guerrero gaf al vanaf 16-jarige leeftijd tekenlessen en was later docent aan de Academia de Dibujo y Pintura, het Instituto de Mujeros en enkele andere scholen. Ook gaf hij privéles, voornamelijk aan zonen en dochters van prominente families uit Manilla en omstreken. Hij gaf onder andere les aan kunstschilder Juan Luna en de architecten Juan Arellano en Andres Luna de San Pedro. Het huis van Guerrero's in Ermita werd een verzamelplaats van kunstenaars en schrijvers zoals Fabian de la Rosa, Epifanio de los Santos en Jaime de Veyra en studenten van het Colegio de Nuestra Señora de Guia, een school waar zijn schoonzus Corinta Ramirez directrice was. Guerrero gaf hun daar advies en leverde kritiek.
Zelf schilderde Guerrero werken van religieuze aard en alledaagse taferelen en gebeurtenissen. Daarvan zijn er niet veel bewaard gebleven. Voorbeelden van schilderijen uit het religieuze genre zijn Nuestra Señora de Guia, Dolorosa, Santa Veronica de Julianus, Saint John de Baptist (1886) en San Felix de Cantalicio. Voorbeelden van schilderijen van niet-religieuze aard zijn Chinese Vendor of Tsin-Tsao, River's bend en Scene at a Brook, die alle drie te zien waren op de Louisiana Purchase Exposition in 1904 in de Amerikaanse plaats Saint Louis. Andere werken van zijn hand zijn The Bride en Bodegon (1877), dat ooit te zien was in de National Gallery. Guerrero tekende ook 35 van de 253 illustraties in Flora de Filipinas van frater Manuel Blanco.
Guerrero overleed in 1904 op 68-jarige leeftijd aan een astmatische aanval. Hij was getrouwd met Clemencia Ramirez. Ze kregen negen kinderen. Drie daarvan bereikten de volwassen leeftijd: Fernando María Guerrero, een van de meest vooraanstaande Spaanstalige dichters van de Filipijnen; Manuel María Guerrero, arts en dochter Araceli.